# Piz Boval
Piz Boval je 3353 m vysoký horský štít nalézajíécí se ve švýcarském kantonu Graubünden jižně od obce Pontresina.

## Poloha
Piz Boval patří do horské skupiny Bernina, podskupiny centrálních východních Alp. Vrcholem probíhá hranice obcí Pontresina a Samedan. Piz Boval sousedí na východě s údolím Val Morteratsch a na západě s údolím Val Roseg. Na jihozápadě se zvedá východní hřeben Piz Tschierva oddělený sedlem Fuorcla da Tschierva. Na severu odděluje sousední štít Piz Misaun sedlo Fuorcla Misaun, zatímco na jihu se nalézající Piz Morteratsch odděluje sedlo Fuorcla da Boval. Východní hřeben vede na Corn da Boval.
Vrchol je obklopen několika ledovci. Západní křídlo je ohraničeno ledovci Vadret da Misaun a Vadret da Tschierva a na severu, východě a jihovýchodě se nacházejí zbytky ledovců Vadret Boval Dadour, Vadret Boval d'Mez a Vadret Boval Dadains. Na východě dominuje výhled na Vadret da Morteratsch a Vadret Pers.
Mezi sousední vrcholy patří Piz Misaun, Piz Mandra a Piz Chalchagn na severu, Piz Tschierva na jihozápadě a Piz Morteratsch, Piz Prievlus, Piz Bianco a Piz Bernina na jihu.
Nejvzdálenější viditelný bod z vrcholu Piz Boval je 157 km západním směrem vzdálený severní hřeben Bietschhornu v kantonu Valais.
Údolním městem je Pontresina, častými výchozími body jsou Morteratsch, chata Boval nebo chata Tschierva.

## Přístup
Přes východní hřeben je výchozí bodem buď chata Boval (2494 m n. m.) nebo Morteratsch (1896 m n. m.), odkud se pokračuje mírně obtížným alpským chodníkem do rozsedliny mezi Corn Boval a Piz Boval ve výši přibližně (3040 m n. m.) a dále na vrchol.
- Časová náročnost: 3 hodiny z chaty Boval, 5,5 hodiny z Morteratsch.
- Poznámka: Přes Fuorcla da Boval (3346 m n. m.) je výstup delší a náročnější kvůli několika hřebenovým srázům.

Přes hřeben Crasta da Boval je výchozím bodem chata Tschiervahütte (2584 m n. m.), odkud se pokračuje mírně obtížným alpským chodníkem do rozsedliny Fuorcla da Tschierva (3345 m n. m.), jižní vrchol Piz Tschierva (3401 m n. m.) dále na vrchol.
- Časová náročnost: 3,5 hodiny, alternativy cesty k Fuorcla da Tschierva: z Pontresiny (1805 m n. m.) (+3 hodiny) nebo z hotelu Roseg (+1½ hodiny)
- Poznámka: Přes Fuorcla da Boval (3346 m n. m.) je výstup delší a náročnější kvůli několika hřebenovým srázům.

## Galerie

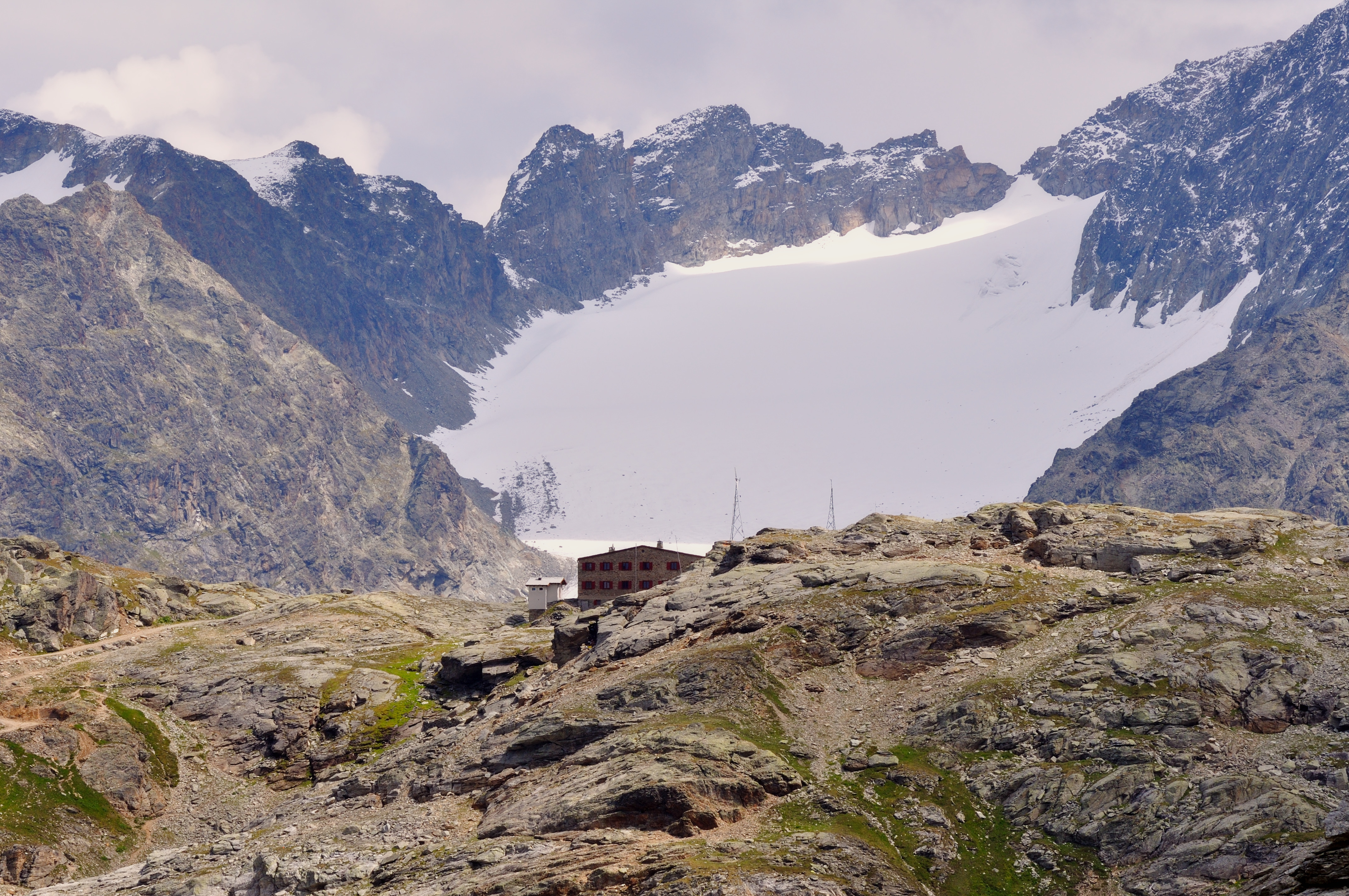
Pohled z Murtèl (Skigebiet Corvatsch-Furtschellas) k Piz Boval, v popředí Fuorcla Surlej a ledovec Vadret da Misaun
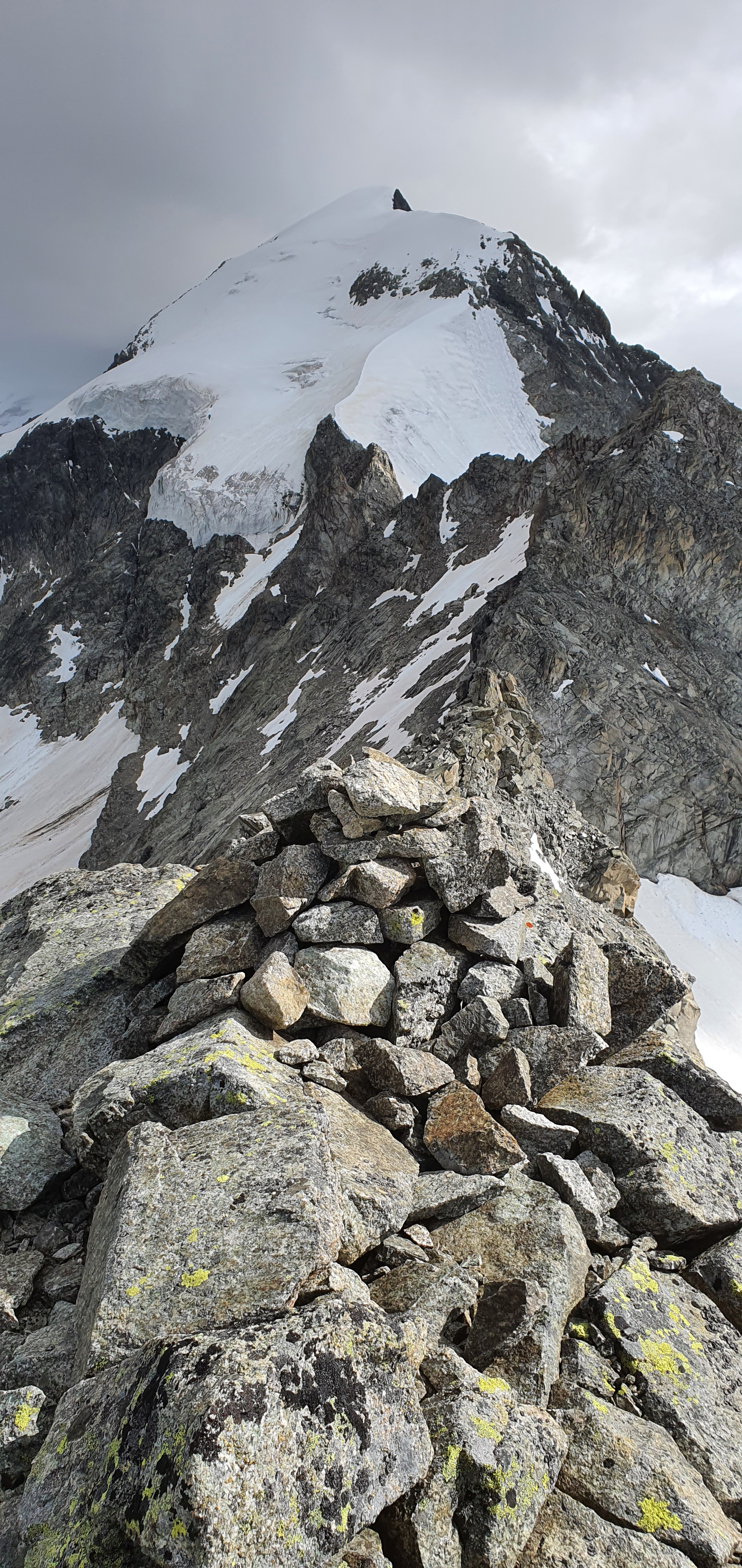
pohled na jih směrem na Fuorcla da Boval a Piz Morteratsch
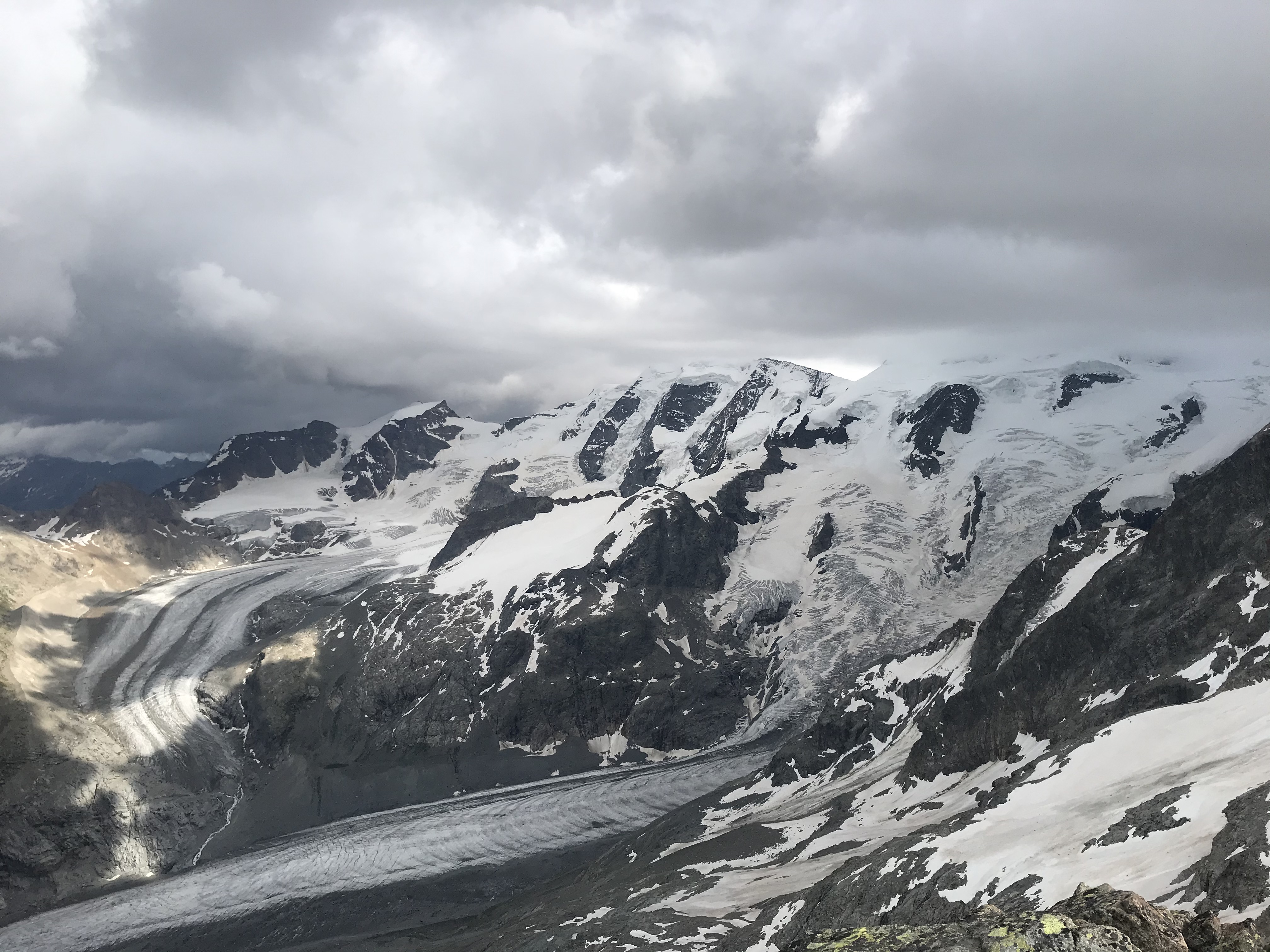
Pohled na ledovce Morteratsch a Pers
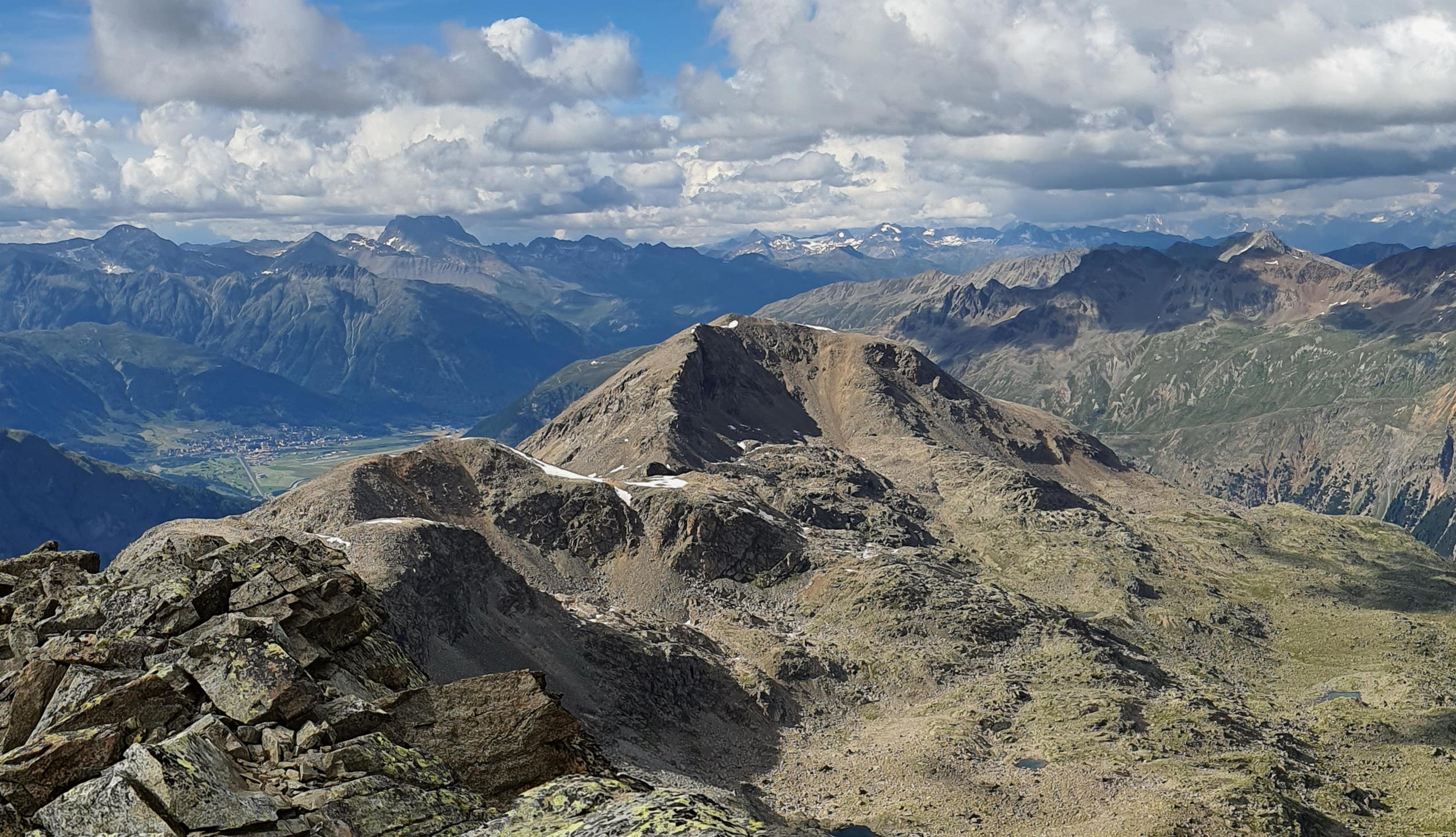
Pohled na Piz Chalchagn a Piz Mandra
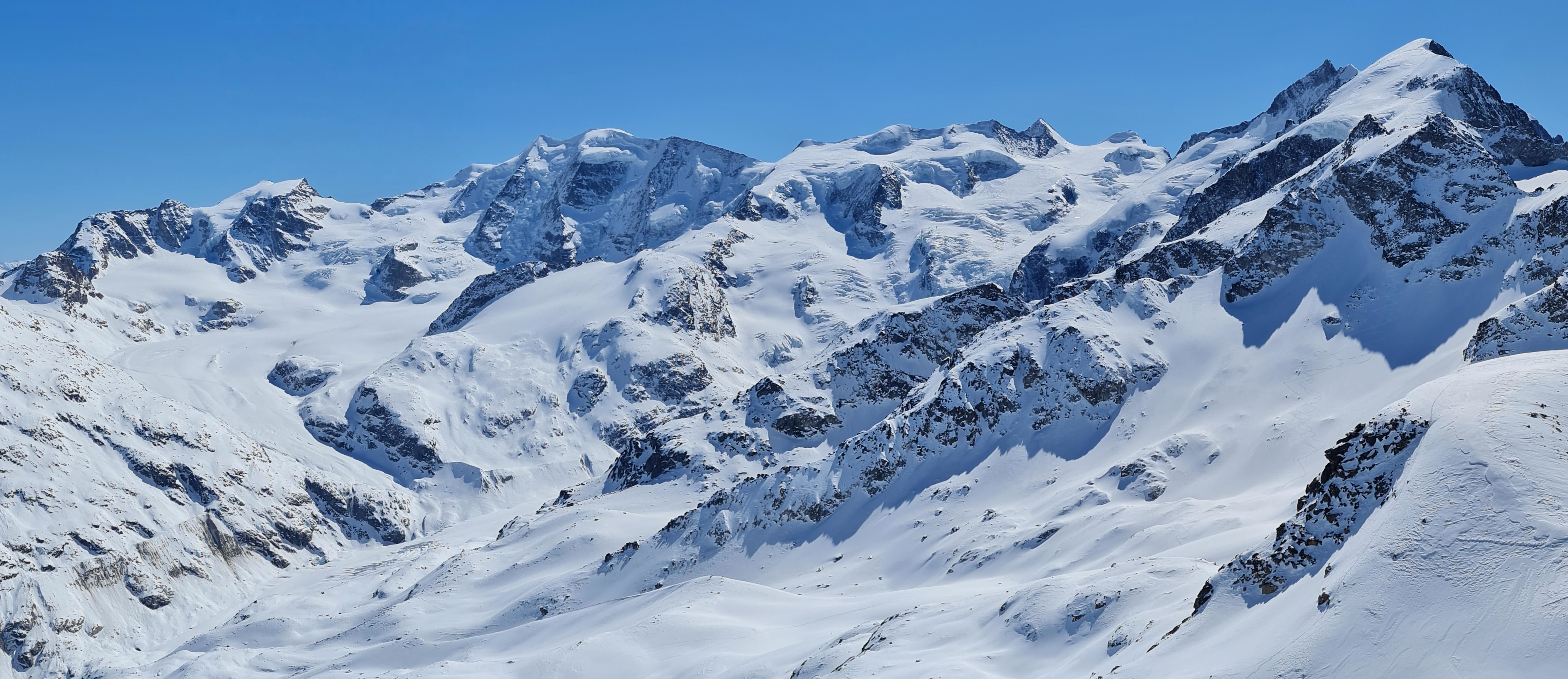
Bernina - ledovec Pers, ledovec Morteratsch, Vadret da la Fortezza, Piz Cambrena, Piz Trovat, Piz d'Arlas, Isla Persa, Piz Palü, Piz Spinas, Fortezza, Bellavista, Piz Zupò, Piz Argient, Crast’ Agüzza, Piz Bernina, Piz Alv/Pizzo Bianco, Biancograt, Piz Boval, Piz Morteratsch, Piz Prievlus, Sass dal Pos, Corn Boval und Rifugi dals Chamuotschs, pohled z Piz Mandra